# دانا فيرغسون
دانا فيرغسون هي لاعبة كرلنغ كندية، ولدت في 25 فبراير 1987 في سانت ألبرت في كندا.

## وصلات خارجية
- دانا فيرغسون على موقع الاتحاد الدولي للكرلنغ (الإنجليزية)